# Lluís Duran i Massaguer
Lluís Duran i Massaguer (Maçanes, 4 de març del 1922 - 21 d'agost del 1999) va ser un compositor de sardanes i músic que es dedicà professionalment a l'hostaleria.

## Biografia
Estudià música a Hostalric amb Benet Frigola, i als 11 anys anà a Girona a classe amb el mestre Civil. Posteriorment amplià la seva formació amb els mestres Zamacois (teoria i solfeig) i Garganta (piano) a Barcelona. De família hostalera, la dedicació al negoci i l'esclat de la guerra civil no li permeteren dedicar-se a la música. L'any 1943, mentre feia el servei militar, aprengué saxòfon d'en Josep Albertí; de tornada a la vida civil, s'incorporà al conjunt "Siboney", d'Hostalric, amb què tocava els caps de setmana i festius. En 1949 entrà a l'orquestra Ferrer de Girona, fent d'arranjador, i d'aquesta passà a la Gran Orquesta Pizarro, on hi aprengué clarinet amb en Josep Saurina. Tornà al conjunt "Siboney" i tocà en sales de festes de la Costa Brava fins que el 1965 hagué de deixar l'instrument, encara que continuà component.
Com a compositor fou autor de música lleugera, "rancheras" i, especialment, de més de cent cinquanta sardanes, a les que molt sovint posà també la lletra. En el seu poble es pot visitar el "Museu de Composicions i Partitures del mestre Lluís Duran i Massaguer" (carrer Major 5).

## Obres

### Sardanes
| - A ca l'avi (1991) - A en Joan Albert, hereuet gironí (1990) - A Gendrau, mestre de sardanes (1989) - A l'amic Birba d'Amunts i Crits (1992) - A l'amic Francesc (1988) - A l'Hugues, amic de Saus (1989) - A la memòria d'en Joan i en Joaquim (2000) - A la Verge dels Àngels (2003) - A Osor amb estima (1989) - A reveure Miquel (1988) - A un gironí Generós (1993) - Aires del Baix Montseny (1991) - Al petit massenenc Gerard (1990) - Amb tot el cor (1989) - L'americà de Caldes (1999) - L'amic Dalmau, home de pau (1996) - L'amic Gendrau, sardanista internacional (1997) - Amic Romero, endavant (1993) - Amics de Massanes (1988) - Amics de Tià Camps (1998) - Amics entre amics (1993) - L'Anna ja punteja (1987) - Apa, som-hi Albert (1999) - L'aplec de can Quel (1992) - L'Arnau i en Narcís (1996) - L'avi i el nanu (1999) - L'avi Ribas (1988) - La barraca d'en Pere (1991) - Les barretinaires de Salt Sardanista - Benvingut Lluís Corredor (1996) - Bon record (1985) - Breda gentil (1985) - Brindis a la Barretina (1991), obligada de tenora i tible - Cant a Tossa (1991) - La Carme i en Tià de Caldes (2000) - La catedral de la Selva (1995) - Cinquanta anys ballant (1999) - Cinquanta anys d'amor i sardanes (1998) - La colla d'en Regàs (1990) - Colla Salt Sardanista (1986) - Com la Rosa i el Jordi no n'hi ha (1991) - La Conxi i en Pitu (1998) - Cors generosos (1997) - Dansaires del casal Onyar (1996), particel·les - Dansaires massanencs (1989) - De l'avi Puig a la neta Júlia (1998), obligada de tenora i fiscorn - De la Rambla a la Devesa (1996) - De Tossa a Sant Grau (1995) - Des del Parc del Castell (1988) - Dolça Sílvia - En Jaume valent (1997) - En Joaquim i la Lola sardanistes (1997) - En Pep Vila (1967) - En Xavier i l'Albert, hereuets silencs (1994) - Encisadora Saus (1986) - Entranyable Terranostra (1995) - Enyorada Tossa (1988) - Ermita de Santa Anna (1994) - És llibertat aquesta terra (1993) - Estimada Gemma (1992) - Estimada Josefina (1995) - Eugènia, per tu canta l'àvia (1997) - Fem nones, Helena? (1992) - Les fires de Girona (1967) - La font del Mas Vilà (1991) - Francina, dolça veu de la sardana (1990) - Gentils amics de Sils (1991) - Gràcies Francesc (1990) | - Gràcies Massanes (1998) - Gratitud osorenca (1994) - Homenatge a Sils (1992) - Hostalric, palau de pedra (1976) - Jaume Pastells, el millor president (1999) - Joiós cinquantenari (1997) - Josep Casas, per molts anys (1990) - Josep Casas, t'estimem (1998) - La mainada canta i balla (1992), particel·les - Malgrat, pubilla del mar (1987) - La Maria Àngels Gironès, sardanista (1994) - Maria Helena (1993) - La Mercè i en Mateu (1996) - Mercès, Maria Mercè (1995) - La Montserrat i la Nuri (1987) - La Nadina saltirona (1993) - Noces d'argent d'uns amics d'or (1999) - Noces d'argent de l'Adriana (1996) - Nostra dansa (1989) - El nostre Jordi (1994) - La Nuri també és pubilla (1994) - La Núria i en Pep esperen un fillet (1998) - La Núria i en Quim d'Anglès (2000) - Ofrena a Sant Roc (1991) - Osor, paradís verd (1997) - Paratges de Sils (1986) - Parc de Sant Salvador (1993) - El passeig de Palamós (1992) - Pelegrí, benvingut siau - Pelegrins a Lourdes (1995) - Per l'amic Alfons (1967), obligada de flabiol - Per la Pilar i l'Antoni (1994), obligada de dues tenores - Per tu Jordi (1997) - Per tu, Maria Rosa (1992) - La ploma sardanista de la Montse (1997) - Petits barretinaires (1989) - Poble de Maçanet (1998) - Poble de Sant Joan (1992) - Preludi d'argent malgratenc (1998) - Primaveres de Lloret (1989) - Pubilleta Sònia (1989) - El Puig de Ses Cadiretes (1996), obligada de fiscorn - Rebrolls de Terranostra (1994) - Recordant amics absents (1994) - Recordant mar menuda (1990) - Recordant en Fontbernat (1982) - Records de Massanes (1985) - Resons de l'estany de Sils (1992), obligada de trompeta, tible i fiscorn - Retrobaments a Rosselló de Segrià (1994) - Retrobaments a Serós (1996) - Retrobaments a Torrelameu (1995) - La Rosa de cal Parent (1997) - La Rosa del castell vell (1993) - Salt, garlanda d'or (1985) - Sant Martí de Llampaies (1987) - Sant Miquel de Campmajor (1999) - Sardana curta núm. 6 a 9 - Sardanistes maçanetencs - Ses illetes (1997) - Som-hi malgratencs (1989) - Sota el sol de Riudarenes (1988) - Sota l'alzina del Mas Subà (1994) - Tossa, cinc anys d'aplec (1992) - Tossa, rabeig de pau (1992) - El trombó d'en Joan, obligada de trombó - Una cançó per la Roser (1997) - La vall de Puig Esquer (1992) |